# Beauchastel
Beauchastel település Franciaországban, Ardèche megyében. Lakosainak száma 1847 fő (2022. január 1.). Beauchastel Gilhac-et-Bruzac, Saint-Georges-les-Bains, Saint-Laurent-du-Pape, La Voulte-sur-Rhône és Étoile-sur-Rhône községekkel határos.

## Népesség
A település népességének változása:
| Lakosok száma | 1064 | 1614 | 1462 | 1740 | 1779 | 1815 | 1822 | 1844 | 1840 | 1847 |
|               | 1968 | 1982 | 1990 | 2006 | 2013 | 2015 | 2017 | 2019 | 2020 | 2022 |